# Charles Langelier
Pour les articles homonymes, voir Charles Langelier (homme politique canadien) et Langelier.
Charles Langelier ou L'Angelier, mort en 1563, est un imprimeur-libraire établi à Paris. Il exerce de 1536 jusqu'à sa mort. Il est fréquemment associé à son frère Arnoul dont le fils Abel L'Angelier devient également imprimeur.

## Biographie
Charles Langelier est le deuxième des quatre enfants de Gillet Langelier, relieur de livres, mort en 1521 et de Jeanne Bourdon. Après avoir effectué leur apprentissage dans les métiers de l'impression, Charles et Arnoul, son frère ainé, mort en 1557, s'installent comme libraires en 1536. Ils occupent chacun un étal à la Grand-Salle du Palais de la Cité. Ils publient des livres juridiques, médicaux, des ouvrages d'auteurs contemporains, dont les œuvres de Clément Marot, et des traductions d'auteurs anciens. Leur marque sur leurs livres est un enfant Jésus, entouré de deux anges liés faisant ainsi référence à leur patronyme. Sa réussite lui permet d'acheter, en 1540, un terrain rue d'Ablon, située dans le Faubourg Saint-Marcel. Son frère construit sur le terrain contigu l'année suivante.
Entre 1544 et 1551, Charles Langelier se marie avec Geneviève Landry, fille d'imprimeur. Le frère de Geneviève, François Landry, prêtre de l'église de Sainte-Croix, qui prône les idées réformistes, va avoir une influence sur les deux frères qui étaient déjà sensibles à ces idées et proches de cette église[Laquelle ?], la première épouse de Charles, Nicole de Joignes, morte avant 1549, étant enterrée dans ces murs. En complément de leur production classique, les deux frères diffusent les idées de la Réforme,.
Charles Langellier devient un des 24 libraires-jurés de l'université de Paris le 10 novembre 1553 lui donnant ainsi le droit de publier édits et ordonnances royales. Il reçoit, le 19 février 1554, le privilège exclusif pour la publication des ordonnances. En 1561, il reçoit de Charles IX le privilège de publier pendant six ans les Œuvres de Joachim du Bellay, son frère avait déjà publié la La Défense et illustration de la langue française en 1549. Il est choisi, avec 19 de ses confrères parisiens, par Pierre Danes, en février 1962[Information douteuse], pour diffuser les Psaumes de David de Clément Marot. Dans le même temps, il publie de façon clandestine des écrits en faveur des Huguenots par l'intermédiaire de sa femme qui tient un étal dans la rue de la Vieille-Draperie.
Les troubles religieux de l'année 1562 provoquent sa déchéance. Une perquisition a lieu dans sa boutique et des livres et marchandises sont saisis en juillet puis, il est déchu de son poste de libraire-juré pour protestantisme, en octobre 1562, par l'université. Obligé de quitter Paris, il meurt l'année suivante.